# Ctenus siankaan
Ctenus siankaan là một loài nhện trong họ Ctenidae.
Loài này thuộc chi Ctenus. Ctenus siankaan được miêu tả năm 2002 bởi Alayón.